# Horst Nägele
Horst Waldemar Nägele (* 29. Mai 1934 in Stuttgart) ist ein deutsch-dänischer Philosoph und Autor.

## Leben
Nägele studierte Germanistik, Skandinavistik, Anglistik und Philosophie an der Christian-Albrechts-Universität zu Kiel, an der Universität in Newcastle upon Tyne in England und der Universität Aarhus in Dänemark. Er promovierte 1969 in Kiel.
Er arbeitet zunächst als Verwaltungsbeamter und Betriebsmanager, später als Sprachwissenschaftler, Philosophie- und Literaturhistoriker.
Er lebt auf der Insel Fünen in Dänemark.
Nägele ist Mitglied in der J. P. Jacobsen Selskabet und in der Internationalen Schelling-Gesellschaft e. V., Leonberg.

## Auszeichnungen
- 2006: Jens-Baggesen-Preis der Stadt Korsør/Dänemark
- 2010: Alfred-Müller-Felsenburg-Preis für aufrechte Literatur

## Werke (Auswahl)
- Der deutsche Idealismus in der existenziellen Kategorie des Humors, Neumünster 1971.
- J. P. Jacobsen. Metzler, Stuttgart 1973, ISBN 3-476-10117-7.
- Spidstegt Lam. Et alternativt orienteringsløb. Roman. Åløkke Forlag, Horsens 1985, ISBN 87-592-0013-8.
- Anflüge. MIND GAMES. Antiroman. Verlag Die Blaue Eule, Essen 1990, ISBN 3-89206-362-1.
- Die Heilkraft der Meditation. Sachbuch. Spurbuchverlag, Baunach 1997, ISBN 3-88778-193-7.
- Die Heilkraft der Massage. Sachbuch. Spurbuchverlag, Baunach 1998, ISBN 3-88778-191-0.
- schmiegende brecher, unbescholtene gedichte aus weiten gärten. Amicus, Föritz 2004, ISBN 3-935660-54-5.
- Lebenslanges Suchen. Zwischen Europa 1912 und immer wieder Afrika. Roman. Gabriele+Tibor Schäfer Verlag, Herne 2007, ISBN 978-3-933337-44-3.
- zeitlos zeit, unpolitische und politische Gedichte. Verlag Turnshare, London 2008, ISBN 978-1-8479-0010-4.
- Schwimmzüge. Prosa. Verlag Turnshare, London 2009, ISBN 978-1-8479-0018-0.
- Liebe leben, Meditationen der Achtsamkeit für ein umsichtiges Miteinander. Verlag Zeitenwende, Radeberg 2010, ISBN 978-3-934291-57-7.
- Was ein Volk ausmacht. Was sich so alles machen lässt und durch die Bürger getragen wird. Autumnus Verlag, Berlin 2015, ISBN 978-3-944382-49-4.